# Непобедимите 4
„Непобедимите 4“ (на английски: Expend4bles) е американски екшън филм от 2023 г. на режисьора Скот Уо, а сценарият е на Кърт Уимър, Тад Дагърхарт, Макс Адамс и Спенсър Коен. Той е продължение на „Непобедимите 3“ (2014) и е четвъртия филм от поредицата „Непобедимите“. Във филма участват Джейсън Стейтъм, Силвестър Сталоун, Фифти Сент, Меган Фокс, Долф Лундгрен, Тони Джа, Ико Уваис, Ранди Кутюр, Джейкъб Скипио, Леви Тран и Анди Гарсия. 
Премиерата на филма се състои в Китай на 15 септември 2023 г., и след една седмица излиза по кината в Съединените щати от Lionsgate.

## Актьорски състав
| Изпълнител        | Роля                |
| ----------------- | ------------------- |
| Джейсън Стейтъм   | Лий Кристмас        |
| Силвестър Сталоун | Барни Рос           |
| Меган Фокс        | Агент Джина         |
| Долф Лундгрен     | Гънър Дженсън       |
| Тони Джа          | Деша Унаи           |
| Ранди Кутюр       | Тол Роуд            |
| Джейкъб Скорпио   | Галан               |
| Леви Траш         | Лаш                 |
| Фифти Сент        | Ийзи Дей            |
| Ико Уваис         | Суарто Рахмат       |
| Анди Гарсия       | Агент Марш / Оцелот |

## Филми от поредицата за „Непобедимите“
Поредицата „Непобедимите“ включва 4 филма:
- „Непобедимите“ (2010)
- „Непобедимите 2“ (2012)
- „Непобедимите 3“ (2014)
- „Непобедимите 4“ (2023)